# 多伦多证券交易所
多倫多證券交易所（英語：Toronto Stock Exchange，縮寫：TSX）是加拿大最大、北美洲第三大、世界第七大的證券交易所，由多倫多證券交易所集團（TSX Group，TSX：X）擁有及管理。在該交易所上市的公司種類繁多，主要來自加拿大和美國。交易所的總部設於多倫多，在加拿大其他主要城市如溫哥華、蒙特利爾、溫尼伯及卡爾加里均設有辦事處。
2011年2月9日倫敦交易所以約32億美元（約249.6億港元）收購多倫多交易所母公司TMX集團，將成為全球擁有最多上市公司的交易平台
每持有1股TMX股份，將會獲得2.9963股倫敦交易所股份。合併後新公司市值約77億美元（約600億港元），倫敦交易所股東將持有新公司55%股權，TMX原股東則持有餘下45%權益。
2011年6月30日多倫多證交所的母公司TMX集團決定放棄與倫敦證交所集團(LSE)的合併計劃。
2012年7月4日，由加拿大9家銀行和退休金基金連組成的財團楓葉集团收購公司（Maple Group Acquisition Corporation）以38億加元（約合37億美元）收購多倫多證交所的母公司TMX集團

## 外部連結
- 多倫多證券交易所官方網頁（英語及法語）（页面存档备份，存于）